# 東寧長老教會
台灣基督長老教會東寧教會位於臺灣臺南市東區，是台灣基督長老教會台南中會所轄的教會之一。

## 沿革
美國籍宣教師杜佐志牧師（英語：George Todd）來台任教於台南神學院期間，建議訓練大專事工人才，並認為應在成功大學附近建立教會，作為傳道據點。時任英國籍神學院教授彌迪理牧師（英語：Dan Beeby）與吳振坤長老依此構想，向東門巴克禮紀念教會提議，於1960年1月17日和會通過分設支會。當時租借勝利路與東寧路交叉口店舖為佈道所，定名為東寧教會，於1961年4月2日復活節開始聚會禮拜。

## 建築
1964年4月5日起向長榮女中租借禮拜堂聚會，並於同年7月15日升格為堂會，隨即購買現址土地二百坪，於1966年11月開工建堂，工程於1967年夏天完成。1979年購買教會後面約廿坪土地、1984年興建教育館、1995年購買教會隔壁五十一坪土地及房屋，而有今日的面貌，本會禮拜堂無論外觀與內部富有本地風格。

## 社區福音關懷
- 文化研究室：1990年成立，出版「東寧雙月刊」[1]。
- 社團法人台南市終生學習推廣協會：1996年向臺南市政府立案成立，開辦「社區學苑」及「東寧社區報」等事工。
- 社團法人台南市家庭關懷協會：1996年1月成立，提供台南市12區的居家服務，並承辦台南市南區及六甲區社區整合型服務中心（Ａ單位)、社區照顧關懷據點（巷弄長照站)、營養餐食外送、家事服務、六甲區日間照顧等事工。

## 歷任牧者
| 任別       | 姓名   | 任職起始   | 任職結束   | 備註                                                                                             |
| ---------- | ------ | ---------- | ---------- | ------------------------------------------------------------------------------------------------ |
| 傳道師     | 許明昭 | 1961年8月  | 1963年7月  |                                                                                                  |
| 第一任牧師 | 陳金然 | 1963年8月  | 1964年7月  |                                                                                                  |
| 第二任牧師 | 謝敏川 | 1965年10月 | 1969年7月  |                                                                                                  |
| 第三任牧師 | 林宗生 | 1969年9月  | 1973年7月  |                                                                                                  |
| 兼任牧師   | 黃德成 | 1973年8月  | 1974年6月  | 曾任台南市基督教青年會總幹事、基金會執行長、林澄輝基金會董事長。                                 |
| 第四任牧師 | 陳中潔 | 1974年7月  | 1976年10月 | 曾任總會大專事工牧師、台南神學院、香港東南亞基督教青年會學院、 美國芝城台灣基督長老教會牧師。    |
| 派任牧師   | 張德謙 | 1977年8月  | 1990年8月  | 2005年至2013年曾任職台灣基督長老教會第六任總幹事。                                               |
| 第五任牧師 | 劉錦昌 | 1990年2月  | 1993年2月  | 1990年9月25日於本會封牧。 曾任東里、大安、恆春教會、台南神學院、聖經學院、總會基督教教育中心主任 |
| 第六任牧師 | 呂秉衡 | 1993年12月 | 2006年10月 | 現任臺北市永樂基督長老教會牧師， 有「藝術家牧師」知名                                            |
| 第七任牧師 | 林瑞隆 | 2007年10月 | 2014年9月  | 曾任台灣基督長老教會聖經學院院長。                                                               |
| 派任傳道   | 楊翠雅 | 2011年8月  | 2012年3月  |                                                                                                  |
| 青年牧師   | 郭仲晃 | 2012年9月  | 2014年9月  | 現任太爺教會主任牧師。                                                                           |
| 第八任牧師 | 陳淳佳 | 2015年9月  | 2022年7月  | 現任台南三一教會主任牧師，曾任職台灣基督長老教會台南中會議長。                                   |
| 第九任牧師 | 黃勝富 | 2023年8月  | 現任       | 曾任草屯長老教會牧師。                                                                           |

## 歷史
- 1961年4月2日：舉行第一場禮拜。
- 1964年年7月15日：從支會升格為堂會。
- 1966年11月：禮拜堂工程開工。
- 1967年夏：禮拜堂完工。
- 1976年4月18日：舉行設教15週年感恩禮拜，並補行禮拜堂獻堂。
- 1977年：張德謙牧師接任本會第四任牧師。
- 1984年：興建教育館。
- 1990年：張德謙牧師離任，由劉錦昌傳道接任本會。本會成立「文化研究室」。
- 1990年9月25日：劉錦昌傳道於本會封牧，是為本會第五任牧師。
- 1993年：劉錦昌牧師離任，由呂秉衡牧師接任本會，是為本會第六任牧師。
- 1996年：本會向臺南市政府立案成立「台南市終生學習推廣協會」。
- 1998年：臺南市政府委託台南市家庭關懷協會至本會，本會承辦政府委託「老人居家服務」、「獨居老人午餐外送服務」等事工。
- 2007年：呂秉衡牧師離任，當年9月由林瑞隆牧師接任本會，是為本會第七任牧師。
- 2011年4月3日：本會舉行設教50周年感恩禮拜。[8]
- 2012年9月：郭仲晃傳道於本會封牧[9]，成為本會青年牧師。
- 2015年9月1日：陳淳佳牧師接任本會[10]，是為本會第八任牧師。
- 2021年4月11日：舉行「設教60週年感恩禮拜」。
- 2022年12月18日：於台南神學院頌音堂舉行「東寧教會設教60週年紀念音樂會」。
- 2023年8月1日：黃勝富牧師接任本會[11]，是為本會第九任牧師。

## 外部連結
- 東寧長老教會官方網站
- 東寧長老教會YouTube頻道
- 東寧長老教會的Facebook
- 社團法人台南市家庭關懷協會Facebook